# Joseph Ebuya
Joseph Ebuya (Nyandarua, 20 juni 1987) is een Keniaanse langeafstandsloper, die zich heeft gespecialiseerd op de 5000 m. Daarnaast is hij een uitstekende veldloper. In 2010 werd hij wereldkampioen in dit metier.

## Loopbaan
In 1998 behaalde Ebuya zijn eerste grote succes. Op de wereldkampioenschappen voor junioren in Peking won hij een bronzen medaille op de 5000 m. Op op de 10.000 m veroverde hij zelfs zilver in een persoonlijke recordtijd van 28.53,46.
Op de wereldkampioenschappen veldlopen van 2008 in Edinburgh haalde hij zijn eerste hoge klassering bij een titeltoernooi voor senioren door vierde te worden. Twee jaar later werd hij wereldkampioen bij het veldlopen.

## Titels
- Wereldkampioen veldlopen - 2010

## Persoonlijke records
Baan
| Onderdeel   | Prestatie | Datum             | Plaats  |
| ----------- | --------- | ----------------- | ------- |
| 3000 m      | 7.34,62   | 29 juli 2008      | Monaco  |
| 2 Eng. mijl | 8.18,33   | 26 mei 2007       | Hengelo |
| 5000 m      | 12.51,00  | 14 september 2007 | Brussel |
| 10.000 m    | 28.53,46  | 16 augustus 2006  | Peking  |

Weg
| Onderdeel      | Prestatie | Datum           | Plaats     |
| -------------- | --------- | --------------- | ---------- |
| 10 km          | 27.22     | 24 oktober 2010 | Portsmouth |
| 15 km          | 42.11     | 24 oktober 2010 | Portsmouth |
| halve marathon | 1:02.15   | 22 maart 2014   | Azpeitia   |

## Palmares

### 3000 m
Kampioenschappen
- 2006: 8e Wereldatletiekfinale - 7.43,31
- 2007:  Wereldatletiekfinale - 7.49,70

Golden League-podiumplekken
- 2007:  Meeting Gaz de France – 7.39,53
- 2008:  Meeting Gaz de France – 7.36,84
- 2008:  Herculis in Fontvielle - 7.34,62

### 5000 m
- 2005:  Karelia Games in Lappeenranta - 13.17,61
- 2005: 4e Nacht van de Atletiek - 13.03,79
- 2006: 4e Gemenebestspelen - 13.05,89
- 2006:  Znamenskiy Memorial in Zhukovskiy - 13.32,62
- 2006:  WJK - 13.42,93
- 2006:  ANOCA East Africa Games in Nairobi - 13.41,3
- 2007:  Meeting Lille Metropole in Villeneuve d'Ascq - 13.10,59
- 2007: 5e Golden Spike in Ostrava - 13.09,01
- 2007: 4e Wereldatletiekfinale - 13.40,43
- 2007:  Keniaanse WK Trials in Nairobi - 13.20,4
- 2007: 9e in series WK - 13.48,21
- 2007: 4e Memorial Van Damme - 12.51,00
- 2007: 4e IAAF Grand Prix Final in Stuttgart - 13.40,43
- 2008: 5e FBK Games - 13.18,25
- 2008: 5e Golden Gala - 13.06,61
- 2009:  Keniaanse WK Trials in Nairobi - 13.20,2
- 2009: 13e WK - 13.39,59

### 10.000 m
- 2006:  WJK - 28.53,46

### 10 km
- 2005:  Marseille - 28.13
- 2006:  São Silvestre da Amadora - 28.49
- 2008:  Parelloop - 27.33
- 2009:  Corrida van Houilles - 28.35
- 2009:  São Silvestre da Amadora - 28.39
- 2011: 5e World's Best in San Juan - 28.07,0
- 2011:  Healthy Kidney in New York - 27.56

### 10 EM
- 2010:  Great South Run - 45.16

### halve marathon
- 2014: 5e halve marathon van Azpeitia - 1:02.15

### veldlopen
- 2006: 4e WK junioren in Fukuoka - 23.59
- 2008: 4e Keniaanse kamp. in Nairobi - 38.38,0
- 2008: 4e WK in Edinburgh - 34.47
- 2010:  WK in Bydgoszcz - 33.00